# Julia Carson
Pour les articles homonymes, voir Carson.
Julia May Carson, née le 8 juillet 1938 à Louisville et morte le 15 décembre 2007 à Indianapolis, est une femme politique américaine. Membre du Parti démocrate, elle représente la région d'Indianapolis à la Chambre des représentants des États-Unis de 1997 à sa mort.

## Biographie
Julia Carson suit sa scolarité dans une école ségrégée d'Indianapolis. Alors qu'elle est secrétaire de l'United Auto Workers, elle est embauchée par le représentant de l'Indiana Andrew Jacobs Jr. (en) dont elle devient l'assistante à partir de 1965.
Elle est élue sous l'étiquette démocrate à la Chambre des représentants de l'Indiana en 1972 puis au Sénat de l'Indiana en 1976. Elle y siège jusqu'en 1990, lorsqu'elle est élue trustee du township du centre d'Indianapolis et dirige un programme d'aide sociale.
En 1996, elle se présente à la succession de Jacobs à la Chambre des représentants des États-Unis. Elle remporte la primaire démocrate avec 49 % des suffrages, devançant notamment Ann DeLaney, ancienne présidente du Parti démocrate de l'Indiana (31 %). Bien que les sondages la donnent perdante, elle est élue avec 53 % des voix face à la républicaine Virginia Blankenbaker. Elle devient la première femme et la première personnalité afro-américaine à représenter Indianapolis au Congrès. Elle est réélue tous les deux de 1998 à 2006.
Atteinte d'un cancer des poumons, elle annonce en novembre 2007 qu'elle ne sera pas candidate à un nouveau mandat en novembre 2008. Elle meurt de cette maladie un mois plus tard. Son petit-fils André lui succède en mars 2008.